# 竹堂駅
竹堂駅（チュクタンえき）は、大韓民国京畿道利川市にあった水驪線の駅である。

## 歴史
- 1932年9月1日 - 開業[1]。
- 日時不明 - 廃止。
- 1966年4月15日 - 再開業[2]。
- 1972年4月1日 - 廃止[3]。